# Лобановский сельсовет (Шаховской район)
Лобановский сельсовет — упразднённая административно-территориальная единица, существовавшая на территории Московской губернии и Московской области до 1939 и в 1960—1992 годах.
Лобановский сельсовет возник в первые годы советской власти. По данным 1922 года он находился в составе Судисловской волости Волоколамского уезда Московской губернии.
В 1924 году к Лобановскому с/с был присоединён Шаховской с/с. Одновременно из Лобановского был выделен Павловский с/с.
В 1925 году Шаховской с/с был выделен из Лобановского, но 1926 присоединён обратно.
По данным 1926 года в состав сельсовета входили 3 населённых пункта — Лобаново, Павловка и Шаховская.
В 1929 году Лобановский с/с был отнесён к Шаховскому району Московского округа Московской области. При этом к нему был присоединён Рождественский с/с и вновь выделен Шаховской (селение Шаховская) с/с.
17 июля 1939 года Лобановский с/с был упразднён. При этом селения Рождествено и Стариково были переданы в Коптязинский с/с, а Лобаново, Павловское и Михайловское — в Судисловский с/с.
20 августа 1960 года Лобановский с/с был восстановлен. В его состав были переданы селения Лобаново, Михайловское, Павловское и Стариково Судисловского с/с, а также Затесово, Зденежье, Коптязино и Рождествено Белоколпского с/с.
1 февраля 1963 года Шаховской район был упразднён и Лобановский с/с вошёл в Волоколамский укрупнённый сельский район.
11 января 1965 года Шаховской район был восстановлен и Лобановский с/с вновь вошёл в его состав.
16 января 1969 года их Лобановского с/с в Белоколпский было передано селение Затесово.
1 апреля 1992 года Лобановский с/с был упразднён, а его территория в полном составе передана в Белоколпский с/с.